# Contea di Wilcox (Alabama)
La contea di Wilcox, in inglese Wilcox County, è una contea dello Stato dell'Alabama, negli Stati Uniti. La popolazione al censimento del 2000 era di 13 183 abitanti. Il capoluogo di contea è Camden.

## Geografia fisica
La contea si trova nella parte sud-occidentale dell'Alabama. Lo United States Census Bureau certifica che l'estensione della contea è di 2.350 km², di cui 48 km² di acque interne.
La contea fa parte della sezione fisiografica della Pianura Costiera ed è costituita da praterie ondulate e pianure costiere. Il fiume Alabama e i suoi affluenti medi attraversano l’intera contea.

### Contee confinanti
- Contea di Dallas - nord-est
- Contea di Lowndes - est/nord-est
- Contea di Butler - est/sud-est
- Contea di Monroe - sud
- Contea di Clarke - sud-ovest
- Contea di Marengo - nord-ovest

### Laghi, fiumi e parchi
La contea comprende i seguenti laghi, fiumi e parchi:
| Laghi | Fiumi | Parchi | Parchi |
| --- | --- | --- | ------ |
| - Glen Lake - Thomas Norris Pond - Lambert Bama Ranch Lake - Ernest L Dyess Pond - Joe Harrison Lake - Thurston Adams Pond - Brox Mcintosh Lake - Ratcliffe Lake | - Indian Creek - Institute Creek - Prairie Creek - Chilatchee Creek - Rock House Creek - James Creek - Moccasin Creek - Red Creek - Chambers Creek | - Roland Cooper State Park - Shell Creek Park - Camden State Park - Munden Park - Chilatchee Park - Gulletts Bluff Park - Holleys Ferry Access Point Park - East Bank Public Use Area - Bridgeport Public Use Area |        |

## Storia
La contea di Wilcox fu costituita il 13 dicembre 1819 da parte delle contee di Dallas e Monroe. I territori appartenevano ai Creek. Il nome le è stato dato in onore al luogotenente J. M. Wilcox, che combatté nella guerra contro i Creek.

## Principali strade ed autostrade
- State Route 5
- State Route 10
- State Route 21
- State Route 28
- State Route 41
- State Route 89

## Società

### Evoluzione demografica
Abitanti censiti (migliaia)

## Centri abitati[8]
- Boykin - CDP
- Camden - city
- Catherine - CDP
- Oak Hill - town
- Pine Apple - town
- Pine Hill - town
- Yellow Bluff - town